# Russell County (Virginie)
Russell County je okres amerického státu Virginie založený v roce 1786. Hlavním městem je Lebanon. Pojmenovaný je podle armádního důstojníka Williama Russella (1735–1793). Žije zde přibližně 26 tisíc obyvatel.

## Sousední okresy
| Růžice kompasu | Dickenson County | Buchanan County   |                 | Růžice kompasu |
| Růžice kompasu | Wise County      | Sever             | Tazewell County | Růžice kompasu |
| Růžice kompasu | Wise County      | Russell County    | Tazewell County | Růžice kompasu |
| Růžice kompasu | Wise County      | Jih               | Tazewell County | Růžice kompasu |
| Růžice kompasu | Scott County     | Washington County | Smyth County    | Růžice kompasu |